# Izera (uroczysko)
Izera (niem. Gross Iser) – uroczysko-dawna miejscowość na Hali Izerskiej, w południowo-zachodniej Polsce, w województwie dolnośląskim, w powiecie lwóweckim, w Górach Izerskich w Sudetach Zachodnich.

## Położenie
Nadgraniczna wieś Gross Iser (niekiedy bezpodstawnie określana jako Skalno) położona była w południowo-zachodniej części dzisiejszego województwa dolnośląskiego, w południowej części powiatu lwóweckiego, w Górach Izerskich, na wysokości 840–860 m n.p.m. W pobliżu nieistniejącej wsi przebiega dzisiaj granica polsko-czeska.

## Historia
Według kronik parafialnych Świeradowa pierwszym osadnikiem był Tomasz, uciekinier z Czech, który uciekając przed prześladowaniami religijnymi w 1630 roku wybudował pierwszy dom. Pod koniec XIX wieku stało w wiosce 38 bud pasterskich i młyn wodny. Dopiero w okresie międzywojennym Gross Iser przeistoczyła się w typową wioskę z gospodą oraz regularnymi zabudowaniami. Bezpośrednią przyczyną było doprowadzenie drogi na Polanę Izerską.

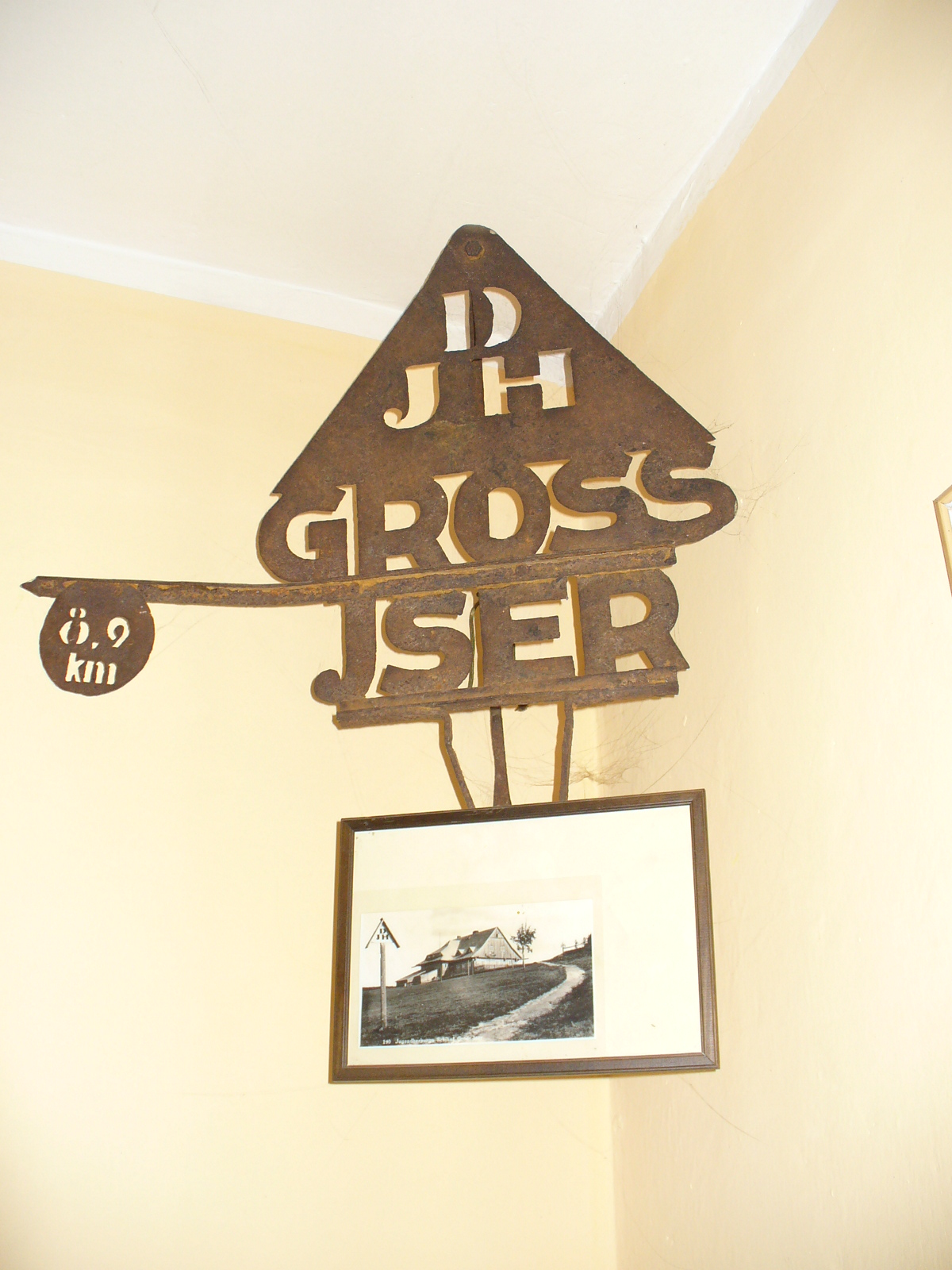
Drogowskaz do schroniska młodzieżowego (Jugendherberge „Schihof Gross-Iser”), prezentowany w schronisku „Orle”

W 1929 jeden z chłopskich budynków został przebudowany na schronisko młodzieżowe Jugendherberge „Schihof Gross-Iser”, wybudowane przez Deutsches Jugendherbergswerk (DJH). Zachowano zewnętrzną regionalną bryłę budynku, natomiast gruntownej przemiany doznało wnętrze. Na parterze znajdowała się kuchnia, sanitariaty, jadalnia, pralnia i pomieszczenia gospodarcze, a na piętrze pokoje sypialne. Wzrost ruchu turystycznego był jednak tak duży, że w 1937 konieczna była rozbudowa o nowe pomieszczenia – dużą świetlicę z tarasem widokowym, biuro do obsługi turystów, nowe pomieszczenia sypialne. Powiększono także kuchnię oraz częściowo podpiwniczono. Obiekt otrzymał oświetlenie elektryczne, a całość nawiązywała do wzorów regionalnych. Architektem przebudowy był Günter Nitschke z Wrocławia. Schronisko miało 45 miejsc noclegowych.
Oprócz tego schroniska istniały w Gross Iser jeszcze dwa inne – Isermühle-Gebirgsbaude oraz Gross-Iser-Baude. Oba były drewnianej konstrukcji ze stromymi spadzistymi dachami. Mogły pomieścić odpowiednio 16 i 10 osób.
Wioska została zajęta przez Armię Czerwoną 10 maja 1945, spalono wówczas domek myśliwski. Dzień później czerwonoarmiści zastrzelili gospodarza Gross Iser Baude Paula Hirta. Został on pochowany niedaleko dawnej nowej szkoły (obecnie schronisko Chatka Górzystów).

### Po 1945

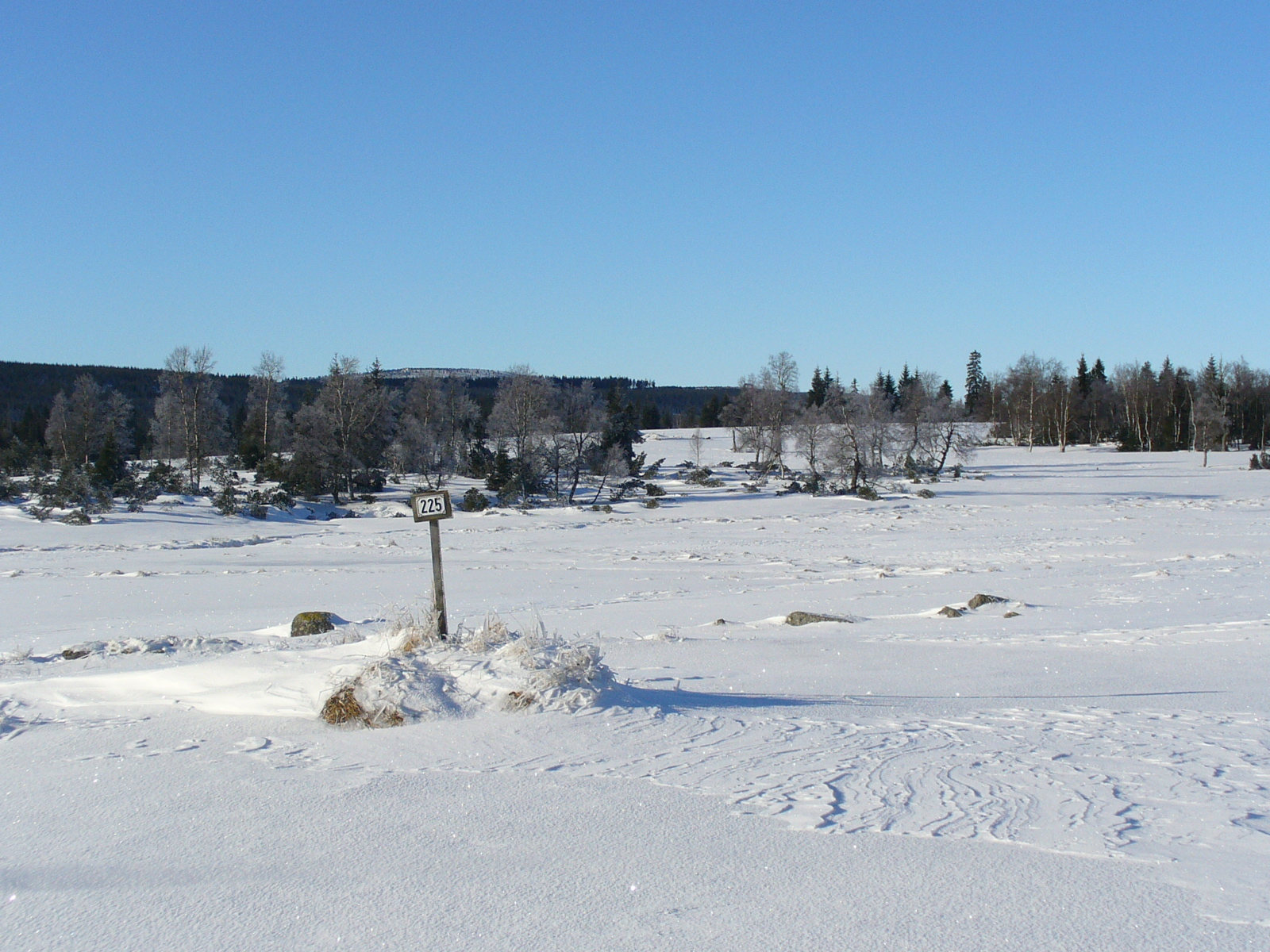
Zasypane śniegiem ruiny jednego z domów

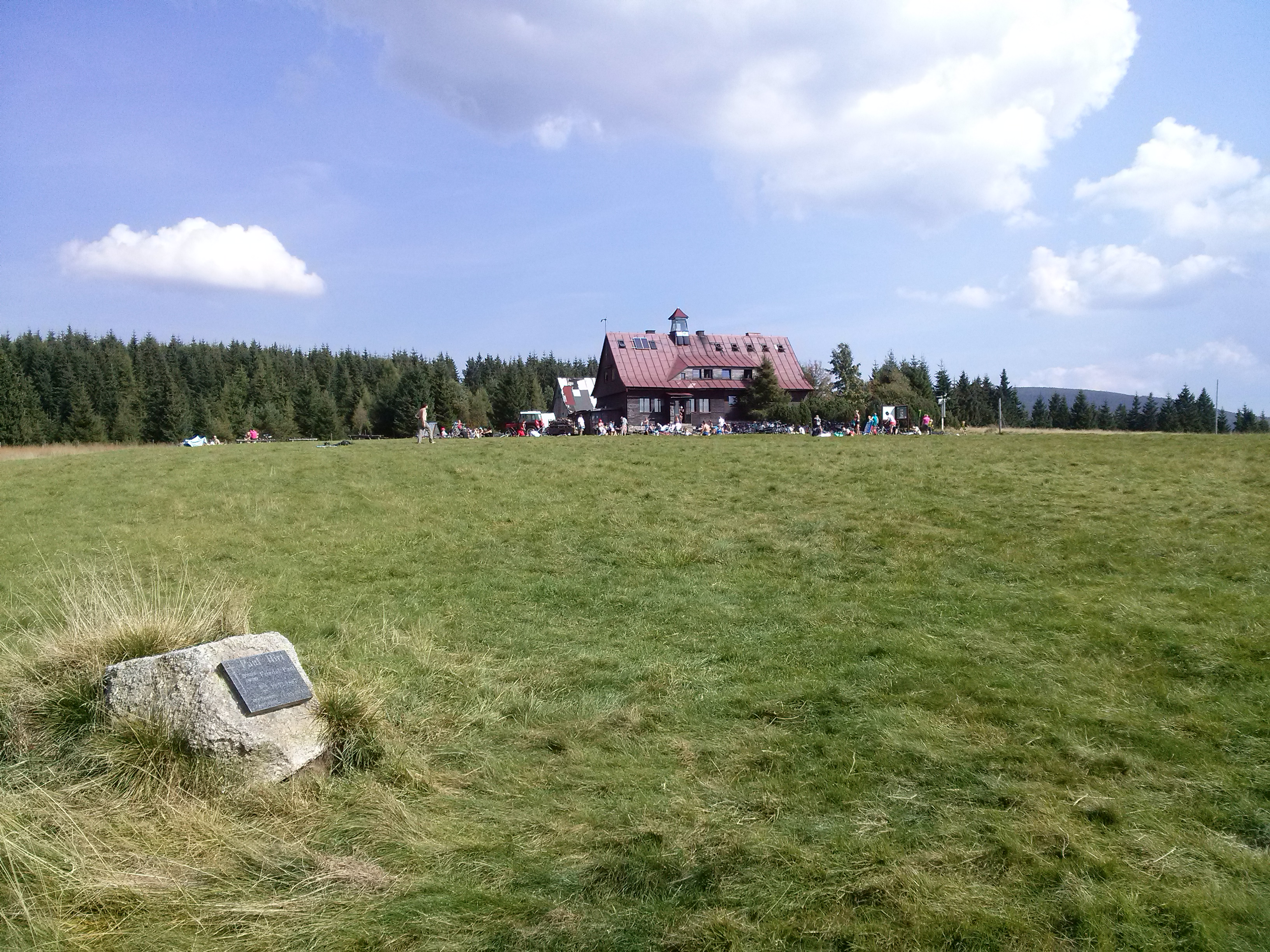
Grób Paula Hirta i Chatka Górzystów

Po II wojnie światowej, przez krótki okres istnienia, wieś miała nazywać się Skalno, aczkolwiek prawdopodobnie nigdy taka nazwa nie istniała. Wkrótce została zajęta przez Wojska Ochrony Pogranicza, a dotychczasowi mieszkańcy zostali przymusowo wysiedleni, głównie do Świeradowa. Ostatni mieszkaniec opuścił wieś 24 października 1945 roku.
Do współczesnych czasów, po dwóch szkołach (starej i nowej z lat 30.), dwóch gospodach, trzech schroniskach, dwóch budynkach celnych, kawiarni, leśniczówce Schaffgotschów, remizie straży pożarnej, domku myśliwskim i czterdziestu trzech domach mieszkalnych, pozostał jeden budynek – dawna nowa szkoła (nie licząc byłego budynku do prac ręcznych dla chłopców, dawniej połączonego ze szkołą, pełniącego dzisiaj funkcję drewutni). Mieści się w nim Chatka Górzystów.

## Teorie upadku
Jest kilka teorii, dlaczego wieś została zniszczona. Z pewnością akceleratorem była bliskość granicy państwowej. Być może została wysadzona przez polskich saperów, tak jak most graniczny na Izerze. Pojawia się także wątek ćwiczeń artylerii. Pewne jest jednak, że całkowite zniszczenie nastąpiło w przeciągu 7 lat: istnieje zdjęcie lotnicze Skalna z 1953 roku, na którym widać niemal nienaruszone zabudowania, oraz opowieść porucznika WOP Czesława Badowskiego, który w 1960 roku na Hali Izerskiej zastał domy zrównane do fundamentów.
Niedaleko, po stronie czeskiej, istnieje wieś Klein Iser (Jizerka), którą również po 1945 dotknął proces zniszczenia, ale w mniejszym stopniu.